# UNICEF Open 2012 - Qualificazioni singolare femminile
Le qualificazioni del singolare femminile dell'UNICEF Open 2012 sono state un torneo di tennis preliminare per accedere alla fase finale della manifestazione. I vincitori dell'ultimo turno sono entrati di diritto nel tabellone principale. In caso di ritiro di uno o più giocatori aventi diritto a questi sono subentrati i lucky loser, ossia i giocatori che hanno perso nell'ultimo turno ma che avevano una classifica più alta rispetto agli altri partecipanti che avevano comunque perso nel turno finale.

## Giocatrici

### Teste di serie
1. Urszula Radwańska (Qualificata)
2. Nina Bratčikova (ultimo turno)
3. Akgul Amanmuradova (Qualificata)
4. Anastasija Rodionova (primo turno)

1. Julija Bejhel'zymer (ultimo turno)
2. Arantxa Parra Santonja (ultimo turno)
3. Richèl Hogenkamp (primo turno)
4. Kirsten Flipkens (Qualificata)

## Qualificate
1. Urszula Radwańska
2. Kirsten Flipkens

1. Akgul Amanmuradova
2. Dar'ja Gavrilova

## Tabellone qualificazioni

### Sezione 1
|  | Primo turno | Primo turno       | Primo turno       | Primo turno | Primo turno |  |  | Ultimo turno | Ultimo turno      | Ultimo turno      | Ultimo turno | Ultimo turno |  |
|  |             |                   |                   |             |             |  |  |              |                   |                   |              |              |  |
|  | 1           | Urszula Radwańska | Urszula Radwańska | 6           | 6           |  |  |              |                   |                   |              |              |  |
|  | WC          | Belinda Bencic    | Belinda Bencic    | 2           | 3           |  |  | 1            | Urszula Radwańska | Urszula Radwańska | 6            | 6            |  |
|  |             | Audrey Bergot     | Audrey Bergot     | 6           | 6           |  |  |              | Audrey Bergot     | Audrey Bergot     | 3            | 4            |  |
|  | 7           | Richèl Hogenkamp  | Richèl Hogenkamp  | 4           | 2           |  |  |              |                   |                   |              |              |  |

### Sezione 2
|  | Primo turno | Primo turno         | Primo turno         | Primo turno | Primo turno |  |  | Ultimo turno | Ultimo turno     | Ultimo turno     | Ultimo turno | Ultimo turno |  |
|  |             |                     |                     |             |             |  |  |              |                  |                  |              |              |  |
|  | 2           | Nina Bratčikova     | 4                   | 7           | 6           |  |  |              |                  |                  |              |              |  |
|  |             | Alison Van Uytvanck | 6                   | 5           | 3           |  |  | 2            | Nina Bratčikova  | Nina Bratčikova  | 5            | 2            |  |
|  |             | Karolina Wlodarczak | Karolina Wlodarczak | 3           | 4           |  |  | 8            | Kirsten Flipkens | Kirsten Flipkens | 7            | 6            |  |
|  | 8           | Kirsten Flipkens    | Kirsten Flipkens    | 6           | 6           |  |  |              |                  |                  |              |              |  |

### Sezione 3
|  | Primo turno | Primo turno            | Primo turno            | Primo turno | Primo turno |  |  | Ultimo turno | Ultimo turno           | Ultimo turno           | Ultimo turno | Ultimo turno |  |
|  |             |                        |                        |             |             |  |  |              |                        |                        |              |              |  |
|  | 3           | Akgul Amanmuradova     | Akgul Amanmuradova     | 6           | 6           |  |  |              |                        |                        |              |              |  |
|  | WC          | Indy de Vroome         | Indy de Vroome         | 4           | 1           |  |  | 3            | Akgul Amanmuradova     | Akgul Amanmuradova     | 6            | 6            |  |
|  |             | Eugenie Bouchard       | Eugenie Bouchard       | 3           | 4           |  |  | 6            | Arantxa Parra Santonja | Arantxa Parra Santonja | 4            | 2            |  |
|  | 6           | Arantxa Parra Santonja | Arantxa Parra Santonja | 6           | 6           |  |  |              |                        |                        |              |              |  |

### Sezione 4
|  | Primo turno | Primo turno          | Primo turno          | Primo turno | Primo turno |  |  | Ultimo turno | Ultimo turno        | Ultimo turno        | Ultimo turno | Ultimo turno |  |
|  |             |                      |                      |             |             |  |  |              |                     |                     |              |              |  |
|  | 4           | Anastasija Rodionova | Anastasija Rodionova | 64          | 3r          |  |  |              |                     |                     |              |              |  |
|  |             | Dar'ja Gavrilova     | Dar'ja Gavrilova     | 7           | 5           |  |  |              | Dar'ja Gavrilova    | Dar'ja Gavrilova    | 7            | 6            |  |
|  |             | Nicola Geuer         | Nicola Geuer         | 2           | 1           |  |  | 5            | Julija Bejhel'zymer | Julija Bejhel'zymer | 64           | 4            |  |
|  | 5           | Julija Bejhel'zymer  | Julija Bejhel'zymer  | 6           | 6           |  |  |              |                     |                     |              |              |  |